# Werner van den Belt
Werner van den Belt (Amersfoort, 1965) is een Nederlands museumdirecteur en kunsthistoricus.

## Opleiding
Van den Belt studeerde kunstgeschiedenis aan de Universiteit van Amsterdam. 

## Loopbaan
Vanaf 2005 werkte hij als tentoonstellingsmaker voor onder andere het Cobra Museum in Amstelveen, CODA Apeldoorn en Paleis Soestdijk. In 2018 werd hij benoemd als directeur bij Museum De Zwarte Tulp in Lisse, een museum voor cultuurhistorie in de bollenstreek. Naast verhalen en objecten over de bollenteelt toont het museum permanent een collectie schilderijen van (inter)nationale Bollenschilders zoals Ferdinand Hart Nibbrig en Anton Koster.. In 2021 moest van den Belt het museum verlaten vanwege bedrijfseconomische redenen tijdens de corona-crisis.

## Publicaties
Als auteur maakt hij publicaties over moderne kunstenaars zoals Karel Appel, Armando en Klaas Gubbels, en hedendaagse kunstenaars zoals Sjoerd Buisman en Silvia B.